# Marcus Nilsson (calciatore)
Marcus Åke Jens-Erik Nilsson (Helsingborg, 26 febbraio 1988) è un ex calciatore svedese, di ruolo difensore.

## Palmarès
- Coppa di Svezia: 1

Helsingborg: 2010
- Supercoppa di Svezia: 1

Helsingborg: 2011